# Simon Fraser-universiteit
De Simon Fraser-universiteit (Simon Fraser University, SFU) is een openbare universiteit in de Canadese provincie Brits-Columbia. De hoofdcampus van de universiteit bevindt zich op Burnaby Mountain, verder heeft de universiteit vestigingen in Vancouver en Surrey.
De universiteit werd opgericht in 1965, en heeft momenteel meer dan 28.000 studenten. De universiteit is vernoemd naar Simon Fraser, een ontdekkingsreiziger van de North West Company.

## Geschiedenis
De Simon Fraser-universiteit werd gebouwd naar aanleiding van een rapport uit 1958 getiteld Higher Education in British Columbia and a Plan for the Future, opgesteld door Dr. J.B. Macdonald. Hij pleitte voor de oprichting van een nieuwe universiteit in het Lower Mainland. De wetgevende macht van Brits-Columbia keurde het plan twee maanden later goed.
Dr. Gordon M. Shrum werd zelf de eerste kanselier van de universiteit. Er werden verschillende locaties aangeboden voor de universiteit, waarvan Shrum uiteindelijk Burnaby Mountain koos. Architecten Arthur Erickson en Geoffrey Massey wonnen een wedstrijd voor het ontwerp van de nieuwe universiteit. De bouw begon in het voorjaar van 1964. Achttien maanden later, op 9 september 1965, begon de universiteit haar eerste semester met 2.500 studenten.

## Achtergrond
De universiteit is door Maclean's tijdschrift meerdere malen uitgeroepen tot Canada’s beste veelomvattende universiteit: in 1993, 1996, 1997, 1998, 2000 en 2008.
De universiteit telt drie campussen. De primaire campus ligt op 365 meter hoogte.

## Bekende studenten
- ElectroBOOM (YouTuber)